# Línea 1 (Santa Rosa)
La línea 1 es una línea de colectivos urbana de Santa Rosa, que une el Barrio Río Atuel con el Hospital Dr. Lucio Molas. El boleto cuesta 54 pesos el general y 25,50 pesos para pensionados, jubilados con haber mínimo y excombatientes de Malvinas.

## Recorrido principal
IDA: López, Valerga, Wilde, Alighieri, Rivadavia, Lagos, Avda. Luro, Pueyrredon, Juncal, Torroba, Berutti, Magaldi, Arriaga, Aristóbulo del Valle, Ferreyra (N), Magaldi, Rogers, Gardel, Paraguay, Brown, Díaz, Giachino.
VUELTA: Aconcagua, Díaz, Masón, Provincialista, Forchieri, Gardel, Marzo (E), Arriaga, Ferreyra (N), Aristóbulo del Valle, Arriaga, Magaldi, Larrea, Córdoba, Mansilla, 25 de Mayo, Alme, Gil, Rodríguez Peña, Pasteur, Luro, México, Martínez.